# Messerschmitt Me 323
Messerschmitt Me 323 Gigant var det största transportflygplanet under det andra världskriget. Sammanlagt 213 exemplar byggdes mellan 1942 och 1944. Planet kunde frakta 120 stridsutrustade soldater eller två stycken fyratons lastbilar eller en stycken 8,8 cm kanon eller 60 sårade. Flygplanet var i sin slutliga version utrustat med sex stycken Gnome-Rhône propellermotorer, som tyskarna hade kommit över efter ockupationen av Frankrike. Konstruktionen grundades på glidflygplanet Messerschmitt Me 321. Ett fåtal Me 321 blev ombyggda till Me 323.

## Konstruktion
Planet bestod av en svetsad ram bestående av stålrör och stora delar av den övriga flygplanskonstruktionen var tillverkad i trä, av bland andra en tysk möbelfirma. Delar av planet tillverkades av Škodaverken i det ockuperade Tjeckoslovakien. Från början var det utrustat med 4 motorer, men det ökades senare till 6 motorer, då 4 motorer inte var tillräckliga vid flygning med last. Den sexmotoriga versionen var först utrustad med tvåbladiga propellrar av trä, men blev senare utrustad med trebladiga metallpropellrar. 
Man använde vid start även återanvändbara raketer fästa på vingarna för att kunna starta på kortare landningsbanor. När raketerna var använda, släpptes de till marken med fallskärm.
För att minska längden på stålvajern på reglagen till motorerna så fanns det två flygtekniker som skötte gasreglagen, en vid vardera vingroten. 
Landställen bestod ifrån början av fyra hjul på den fyrmotoriga varianten, men ökades till 10 hjul (fem par) i den slutliga versionen med sex motorer. När planet var riktigt lastat så låg tyngdpunkten på bakersta landställens hjulpar. 

## Underhåll
Flygplanet byggdes för att kunna repareras under primitiva förhållanden. Man använde bland annat Opel Blitz lastbilar med påmonterade byggnadsställningar.